# جوایز انجمن منتقدان فیلم کره‌ای
جوایز انجمن منتقدان فیلم کره‌ای (انگلیسی: Korean Association of Film Critics Awards; کره‌ای: 한국영화평론가협회상) همچنین با نام جوایز برگزیده منتقدان (انگلیسی: Critics Choice Awards; کره‌ای: 영평상; لاتین‌نویسی اصلاح‌شده: Yeongpyeongsang) نیز شناخته می‌شود، مراسم سالانه اهدای جوایز در کره جنوبی برای برترین‌های صنعت فیلم است. این مراسم نخستین بار در سال ۱۹۸۰ توسط انجمن منتقدان فیلم کره‌ای (کی‌ای‌اف‌سی) برگزار شد. این مراسم معمولاً در ماه نوامبر برگزار می‌شود.